# Gruzja na Mistrzostwach Świata w Lekkoatletyce 2015
Gruzja na Mistrzostwach Świata w Lekkoatletyce 2015 – reprezentacja Gruzji podczas Mistrzostw Świata w Pekinie liczyła 1 zawodniczkę, która nie zdobyła medalu.

## Występy reprezentantów Gruzji
| Konkurencja       | Zawodnik            | Eliminacje | Eliminacje | Finał    | Finał   |
| Konkurencja       | Zawodnik            | Rezultat   | Pozycja    | Rezultat | Pozycja |
| ----------------- | ------------------- | ---------- | ---------- | -------- | ------- |
| Skok wzwyż kobiet | Valentina Liashenko | NM         | NM         | NQ       | NQ      |